# 旅芸人の群
『旅芸人の群』（たびげいにんのむれ、The Trouper）は、1922年に制作されたアメリカ合衆国のサイレント映画、コメディドラマ映画で、ハリー・B・ハリス (Harry B. Harris) が監督し、グラディス・ウォルトン、ジャック・ペリン、トマス・ホールディング、キャスリーン・オコーナー、ロスコー・カーンズ、メアリー・フィルビンが主演した。この映画は、1922年7月23日に、ユニバーサル・フィルム・マニュファクチャリング・カンパニーから公開された。

## キャスト
- グラディス・ウォルトン - Mamie Judd
- ジャック・ペリン - Herman Jenks
- トマス・ホールディング - Frank Kramer
- キャスリーン・オコーナー - Irene La Rue
- ロスコー・カーンズ - Neal Selden
- メアリー・フィルビン - Mary Lee
- メアリー・トゥルー (Mary True) - Minnie Brown
- トム・ガイズ（英語版） - Warren Selden （Tom S. Guise としてクレジット）
- フローレンス・リー（英語版） - Mrs. Selden （Florence D. Lee としてクレジット）

## 失われた映画
『旅芸人の群』のプリントは、いずれのフィルム・アーカイブにも入っておらず、本作は失われた映画となっている。